# Хлорид хлоропентаамминродия(III)
Хлорид хлоропентаамминродия(III) — неорганическое соединение,
комплексный хлорид родия
с формулой [Rh(NH3)5Cl]Cl2,
жёлтые кристаллы,
слабо растворяется в воде.

## Получение
- К раствору хлорида родия(III) и хлорида аммония (буфер) добавляют порошок карбоната аммония:

{\displaystyle {\mathsf {2RhCl_{3}+5(NH_{4})_{2}CO_{3}\ {\xrightarrow {90^{o}C}}\ 2[Rh(NH_{3})_{5}Cl]Cl_{2}\downarrow +5CO_{2}\uparrow +5H_{2}O}}}
выпавшие кристаллы промывают горячей соляной кислотой для вымывания [Rh(NH3)4Cl2]Cl.

## Физические свойства
Хлорид хлоропентаамминродия(III) образует жёлтые кристаллы
ромбической сингонии,
пространственная группа P nma,
параметры ячейки a = 1,336 нм, b = 1,046 нм, c = 0,6741 нм, Z = 4
.
Слабо растворяется в воде.

## Химические свойства
- В водных растворах реагирует с холодной концентрированной азотной кислотой:

{\displaystyle {\mathsf {[Rh(NH_{3})_{5}Cl]Cl_{2}+2HNO_{3}+H_{2}O\ {\xrightarrow {0^{o}C}}\ [Rh(NH_{3})_{4}Cl_{2}]NO_{3}\cdot H_{2}O\downarrow +NH_{4}NO_{3}+HCl}}}